# Смирновка (Калузька область)
Смирновка (рос. Смирновка) — присілок в Кіровському районі Калузької області Російської Федерації.
Населення становить 8 осіб. Входить до складу муніципального утворення Село Воле.

## Історія
Від 2004 року входить до складу муніципального утворення Село Воле.

## Населення
| 2002 | 2010 |
| ---- | ---- |
| 27   | ↘8   |